# Sankt-Peters-Abtei

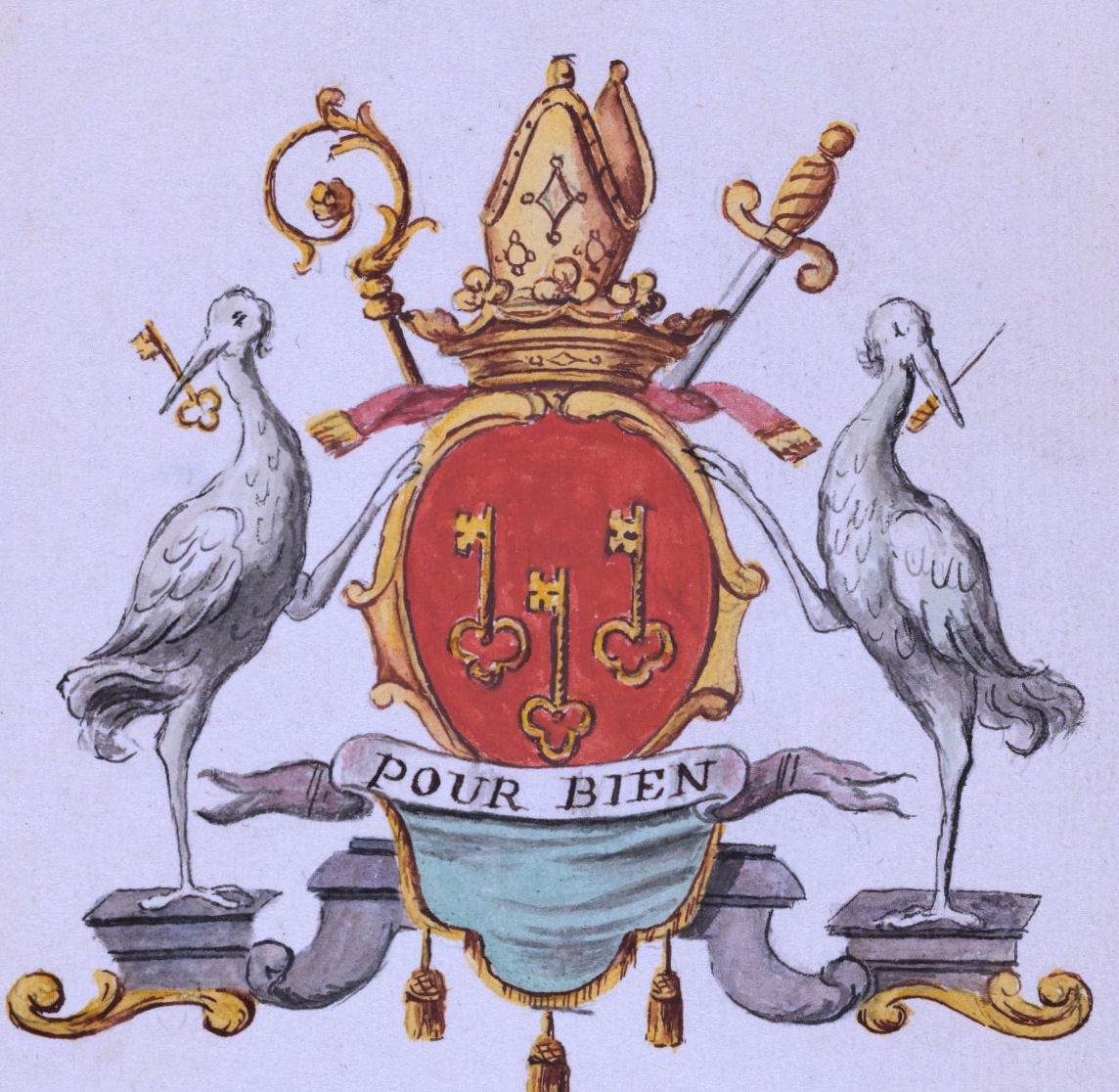
Wappen

Die Sankt-Peters-Abtei (ndl. Sint-Pietersabdij) ist eine ehemalige Benediktinerabtei in Gent, der Hauptstadt der Provinz Ostflandern im Königreich Belgien. Das Kloster liegt an einem alten Scheldearm auf dem Blandinberg oder Blandinenberg (ndl.: Blandijnberg), einem Hügel, der mit 28 m der höchste Punkt von Gent ist.

## Geschichte

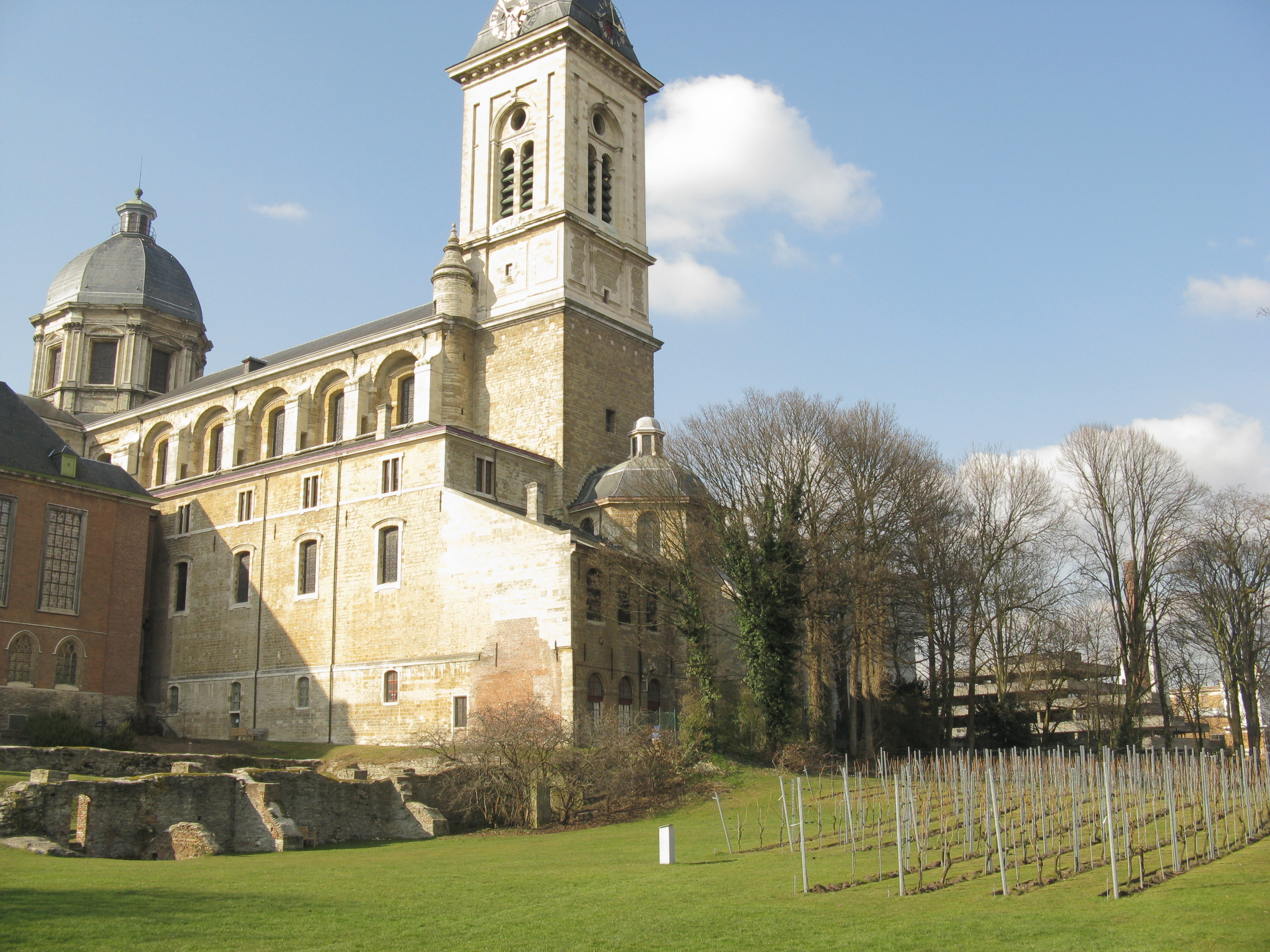
Neu angelegter Weingarten vor der Sint-Pieterskerk auf dem Blandinberg

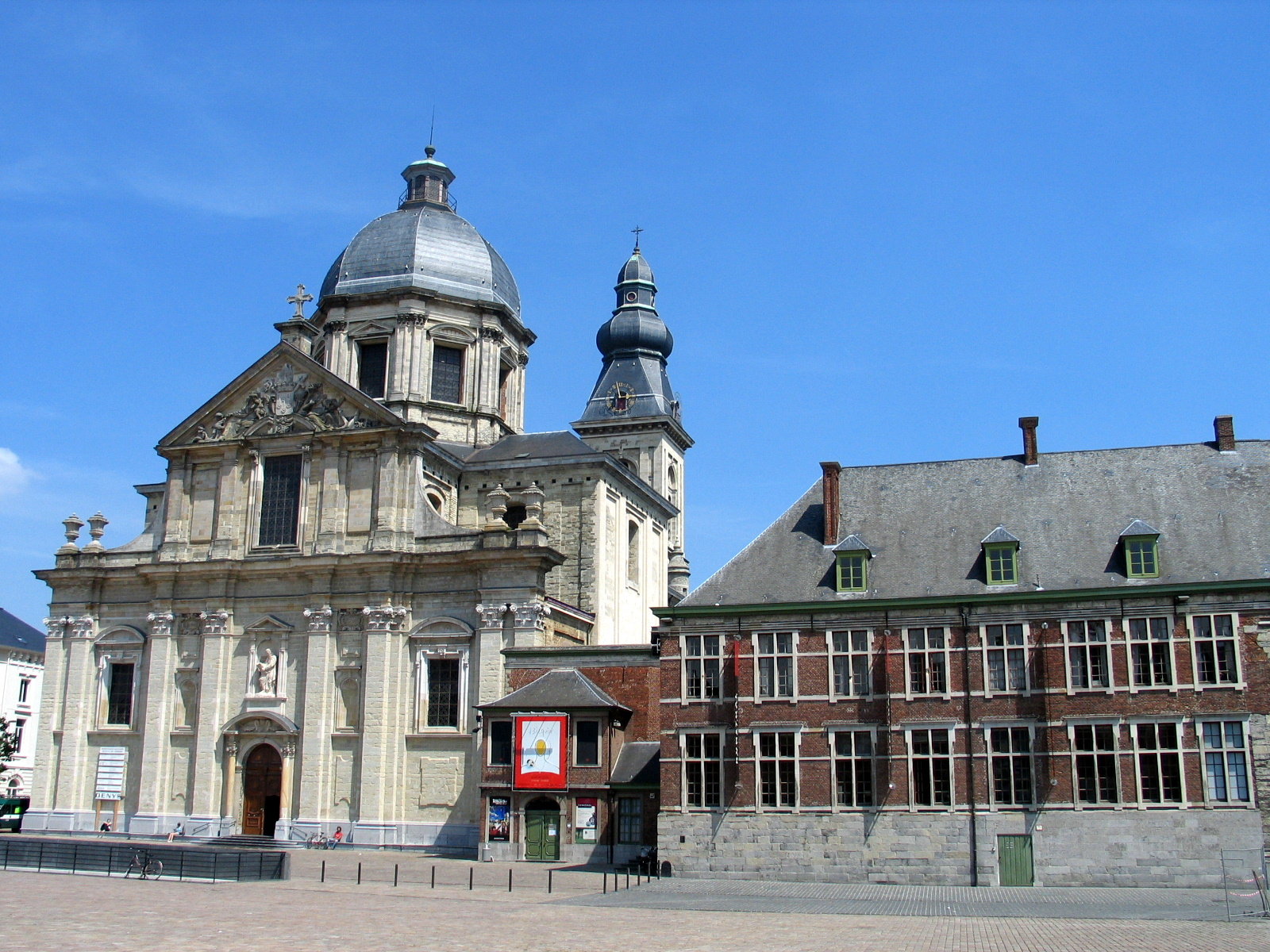
Kloster und Kirche auf dem Pietersplein (Petersplatz)

Auf einem Hügel namens Blandinium gründete der Mönch Amandus im 7. Jahrhundert zur Regierungszeit des fränkischen Königs Dagobert ein Kloster, aus dem später die Benediktinerabtei von Sankt Peter (lateinisch: S. Petri Blandiniensis coenobium) hervorging. Im Laufe der Jahre konnte das Kloster durch allerlei Schenkungen seinen Besitz mehren. Karl der Große soll das Kloster Blandinium kurz vor seinem Tod noch wieder herrichten lassen haben. Karls Sekretär und Architekt Einhard wurde von dem Sohn und Nachfolger Ludwig dem Frommen dort zum Laienabt ernannt. Schon im Jahre 815 soll dort am Südhang des Blandinbergs Wein angebaut worden sein.
Um 870 erwarb Baldwinus Ferreus (Balduin mit dem Eisenarm), erster Graf von Flandern (837/40–879) das Kloster. Sein Sohn, Baldwin der Kahle (879–918), zweiter Graf von Flandern, ist der Klosterchronik zufolge auf dem Hügel gestorben und ebenfalls dort begraben. Wie alle Klöster in Flandern hatte auch St. Peter unter den Wikingerraubzügen zu leiden. Um 960 ließ Graf Arnulf der Große das Kloster aufwändig wiederherstellen und wurde kurz darauf (964) ebenfalls hier zur letzten Ruhe gebettet.
Über das Mittelalter sollen hier insgesamt fünf flandrische Grafen begraben worden sein, weshalb der Ort in der Geschichte Flanderns eine besondere Bedeutung hat. Wegen seiner Bedeutung entstand um das Kloster herum ein regelrechtes Klosterdorf (Sint-Pietersdorp). Während der Reformationszeit erfasste der Bildersturm dann das Kloster.
Nach dem Einmarsch französischer Truppen wurde das Kloster im Jahr 1796 aufgelöst. Den Anbau von weißen Weintrauben, der am Südhang des Hügels, hinunter zur Schelde, betrieben wurde, ließ Napoleon verbieten, wohl um die französischen Weinbauern vor unliebsamer Konkurrenz zu schützen. Die Mönche kehrten nach dem Ende der Besatzung nicht zurück. Die Klosterkirche wurde von nun an durch die benachbarte Kirchengemeinde genutzt, da deren Kirche Onze-Lieve-Vrouw 1799 abgebrochen worden war. Die ehemalige Klosterkirche trägt deshalb seitdem die Doppelbezeichnung Onze-Lieve-Vrouw-Sint-Pieterskerk. Das Klostergebäude selbst diente weltlichen Zwecken. Die Abtei wird heute als Museum und Ausstellungsraum verwendet, und am sonnenbeschienenen Südhang sind wieder Weinstöcke zu sehen.
Am Zusammenfluss von Schelde und Leie, nicht weit vom ersten Kloster entfernt, gründete Amandus ein weiteres Kloster mit Namen „Ganda“ (heute die Abtei des Heiligen Bavo: Sint-Baafsabdij). Aldawin oder auch Allowin von Haspengau, angeblich ein Sohn des Pippin von Landen und danach Bruder von Begga und Gertrudis, trat in das erste Kloster von Amandus ein und nahm den Namen Bavo an. Nach seinem Tod wurden seine Überreste ins zweite Kloster gebracht, das seit dem 9. Jahrhundert seinen Namen trägt.

## Baugeschichte

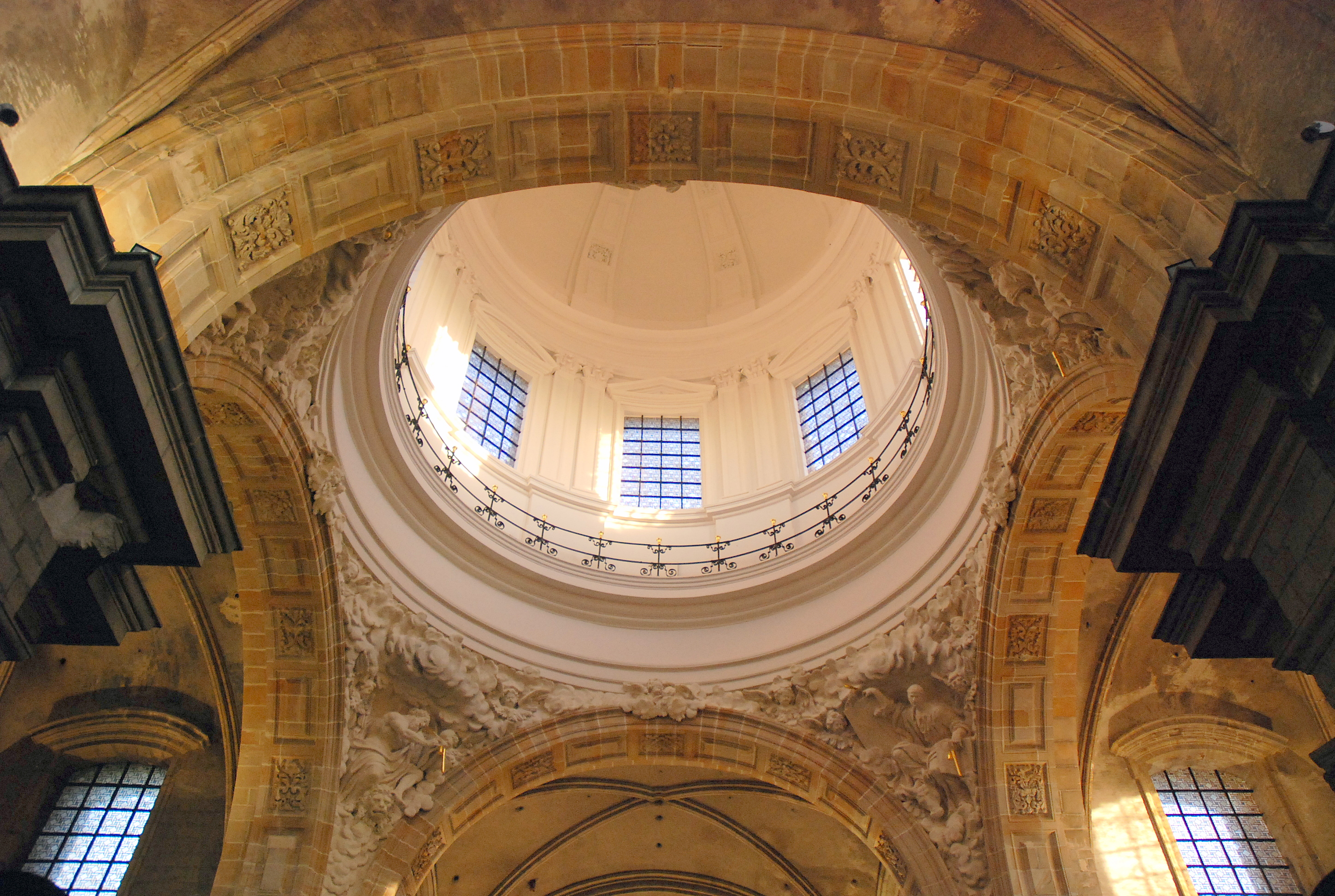
Die Kuppel der Kirche

Die karolingischen Bauten wurden im 12. bis 13. Jahrhundert weitgehend durch solche im romanischen Stil ersetzt. Zwischen 1629 und 1651 wurde dann eine Kirche im Barockstil aus Sandstein errichtet, und weitere Umbauten im 18. Jahrhundert geben der Anlage schließlich ihr heutiges Gesicht. Anfang November 1796 wurden die letzten Mönche vertrieben und die Klostergebäude in eine Kaserne verwandelt. Später dienten die Gebäude als Gefängnis, welches erst 1948 aufgelöst wurde. Heute wird das ehemalige Kloster, wie bereits erwähnt, als Raum für Ausstellungen verwendet.

Urkunde Ludwigs des Frommen aus den Zeitraum 814 bis 819, worin er dem „monasterium Ganda“ auf Wunsch Einhards Immunität gewährt.

## Catalogus Abbatum
Die catlog von ab1te dieser abtei hat monche von adliger familien.

### 618–1000
|      | Periode  | Name         |
| ---- | -------- | ------------ |
| I    | 618–636  | S. Flobertus |
| II   | 636–658  | S. Ioannis   |
| III  | 1658–731 | Baudemundus  |
| IV   | 731-     | Ferrecus     |
| V    |          | Hatta        |
| VI   |          | Coelestinus  |
| VII  |          | Scoranus     |
| VIII |          | Folradus     |
| IX   | –870     | Aynardus     |
| X    | 870–937  | Robertus     |
| XI   | 937–953  | Gerardus I   |
| XII  | 953–982  | Womarus      |
| XIII | 982–986  | wido Sapiens |
| XIV  | 986–995  | S. Odwinus   |
| XV   | 995–1005 | Rotbaldus    |

### 1028–1209
|        | Periode   | Name          |
| ------ | --------- | ------------- |
| XVI    | 1028-     | Richardus     |
| XVII   | 1034–1059 | Wyckhardus    |
| XVIII  | 1059–1070 | Everelmus     |
| XIX    | 1070–1088 | Folcardus     |
| XX     | 1088–1108 | Segherius I   |
| XXI    | 1108–1115 | Ansboldus     |
| XXII   | 1115–1115 | Eremboldus I  |
| XXIII  | 115–1132  | Arnoldus I    |
| XXIV   | 1132–1138 | Ghysbertus    |
| XXV    | 1138–1158 | Seghereius II |
| XXVI   | 1158–1163 | Ememboldus II |
| XXVII  | 1163–1177 | Gualtherinus  |
| XXVIII | 1177–1190 | Hugo          |
| XXIX   | 1190–1201 | Gerardus      |
| XXX    | 1201–1209 | Hugo II       |

### 1209–1390
|         | Periode   | Name                    |
| ------- | --------- | ----------------------- |
| XXXI    | 1201–1209 | Hugo III                |
| XXXII   | 1209–1230 | Arnoldus II             |
| XXXIII  | 1230–1234 | Theodoricus             |
| XXXIV   | 1234–1238 | Segherius III           |
| XXXVI   | –         | Robertvs II vande Velde |
| XXXV    | –         | Arnoldus III            |
| XXXVII  | –         | Robertvs III Campinus   |
| XXXVIII | –         | Joannes de Scalda       |
| XXXIX   | –         | Aegidius Spelmaeghen    |
| XL      | –         | Theodoricvs II ab Yprae |
| XLI     | 1281–1308 | Ioannes III Pacificator |
| XLII    | 1308–     | Balduinis de Laecke     |
| XLIII   | 1317–     | Fulcro de Rycke         |
| XLIV    | 1337–     | Joannes IV ab Pitthem   |
| XLV     | 1375–     | Balduinis de Gruutere   |
| XLVI    | 1384–     | Ioannes V de Rycke      |
| XLVII   | 1387-     | Gerardvs III de Munter  |

### 1390–1517
|        | Periode   | Name                       |
| ------ | --------- | -------------------------- |
| XLVIII | 1390–1412 | Geeraert IV de Leeuwenaert |
| XLIX   | 1412–1422 | Ioannes VI de Maeyeghem    |
| L      | 1422–1443 | Busschardvs de Munter      |
| LI     | 1443–1475 | Ioannes VII Haesebyt       |
| LII    | 1475–1494 | Filips I von Polignac      |
| LIII   | 1494–1517 | Filips II Courault         |

### 1517–1700

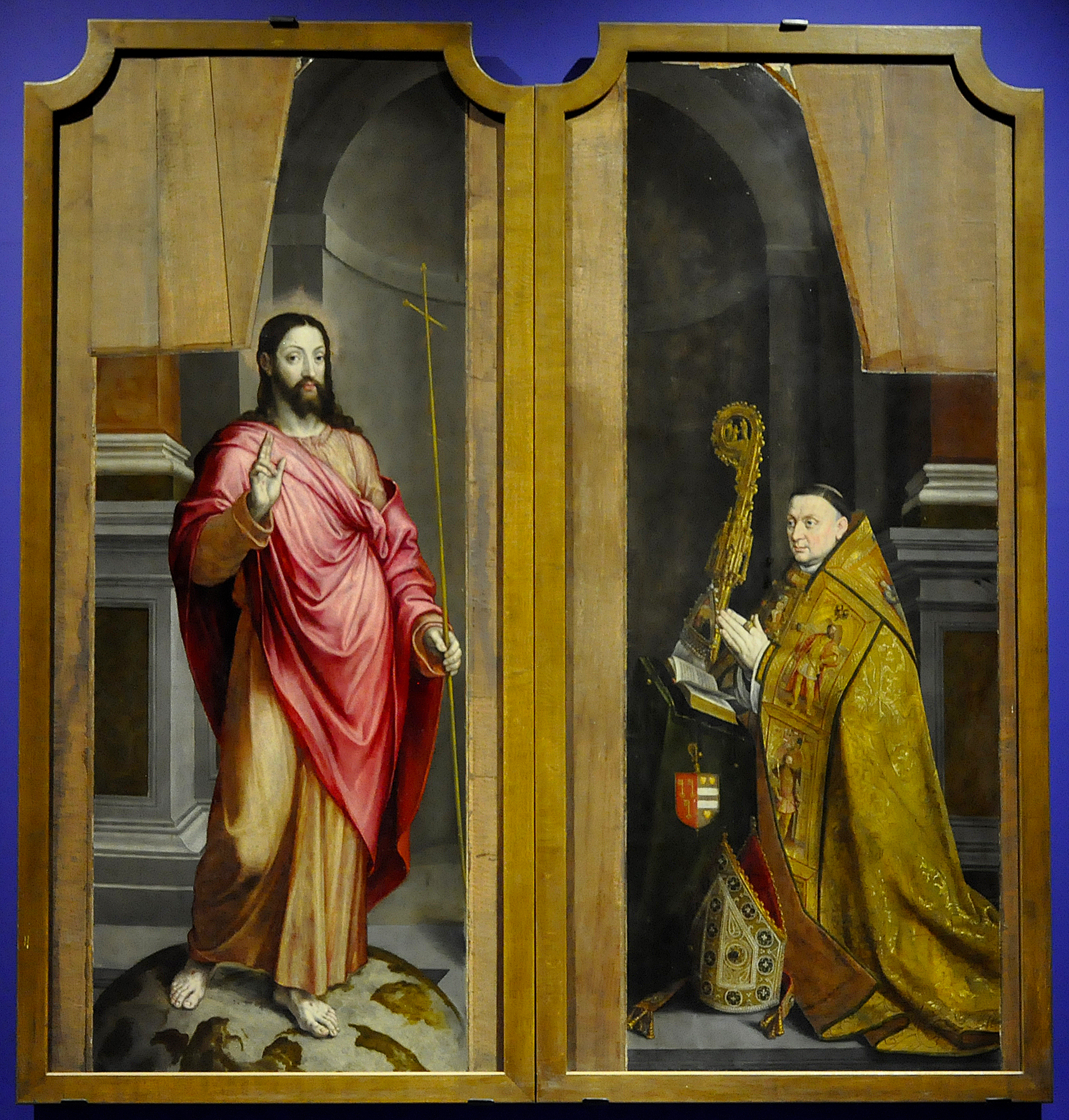
Ghisleen Temmerman, abt OSB

|       | Periode   | Name                         |
| ----- | --------- | ---------------------------- |
| LIV   | 1494–1517 | Ioannes VIII von Cauweburcht |
| LV    | 1517–1555 | Geeraert Cuelsbrouck         |
| LVI   | 1555–1569 | Franciscus de Schelfaut      |
| LVII  | 1569–1582 | Ghislenus de Temmerman       |
| LVIII | 1582–1595 | Lambertus Huberti            |
| LIX   | 1595–1597 | Frederik van Eyne            |
| LX    | 1597–1615 | Colombanus Vrancx            |
| LXI   | 1615–1633 | Joachim Arsenius Schaecx     |
| LXI   | 1633–1650 | Geeraert Rym                 |
| LXII  | 1650–1656 | Antonius Engrand             |
| LXIII | 1656–1680 | Amandus Hovelincx            |
| LXIV  | 1680–1684 | Robertus IV Willocqueau      |
| LXV   | 1684–1712 | Maurus Verschueren           |

### Finis

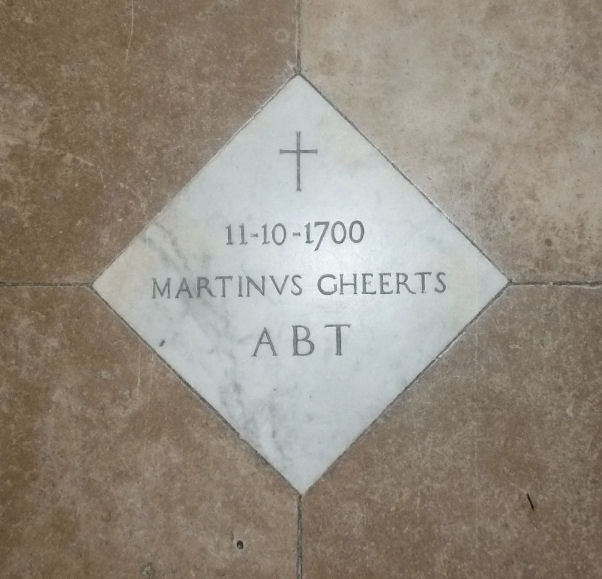
Grab Martinus Gheerts

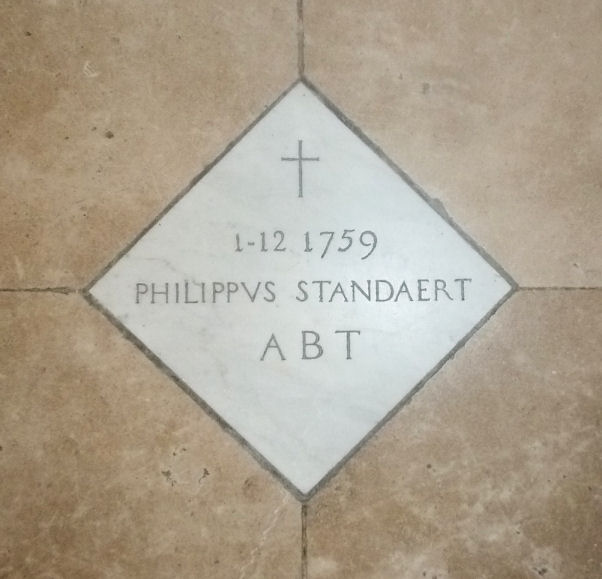
Grab Filips Standaert, OSB

|       | Periode   | Name                 |
| ----- | --------- | -------------------- |
| LXVI  | 1716–1719 | Aemilianus Cruycke   |
| LXVII | 1720–1760 | Antonius Mutsaert    |
|       | 1730–1760 | Filips Standaert     |
|       | 1760–1791 | Gudwalus Seigers     |
|       | 1791–     | Martinus vande Velde |

## Handschriften

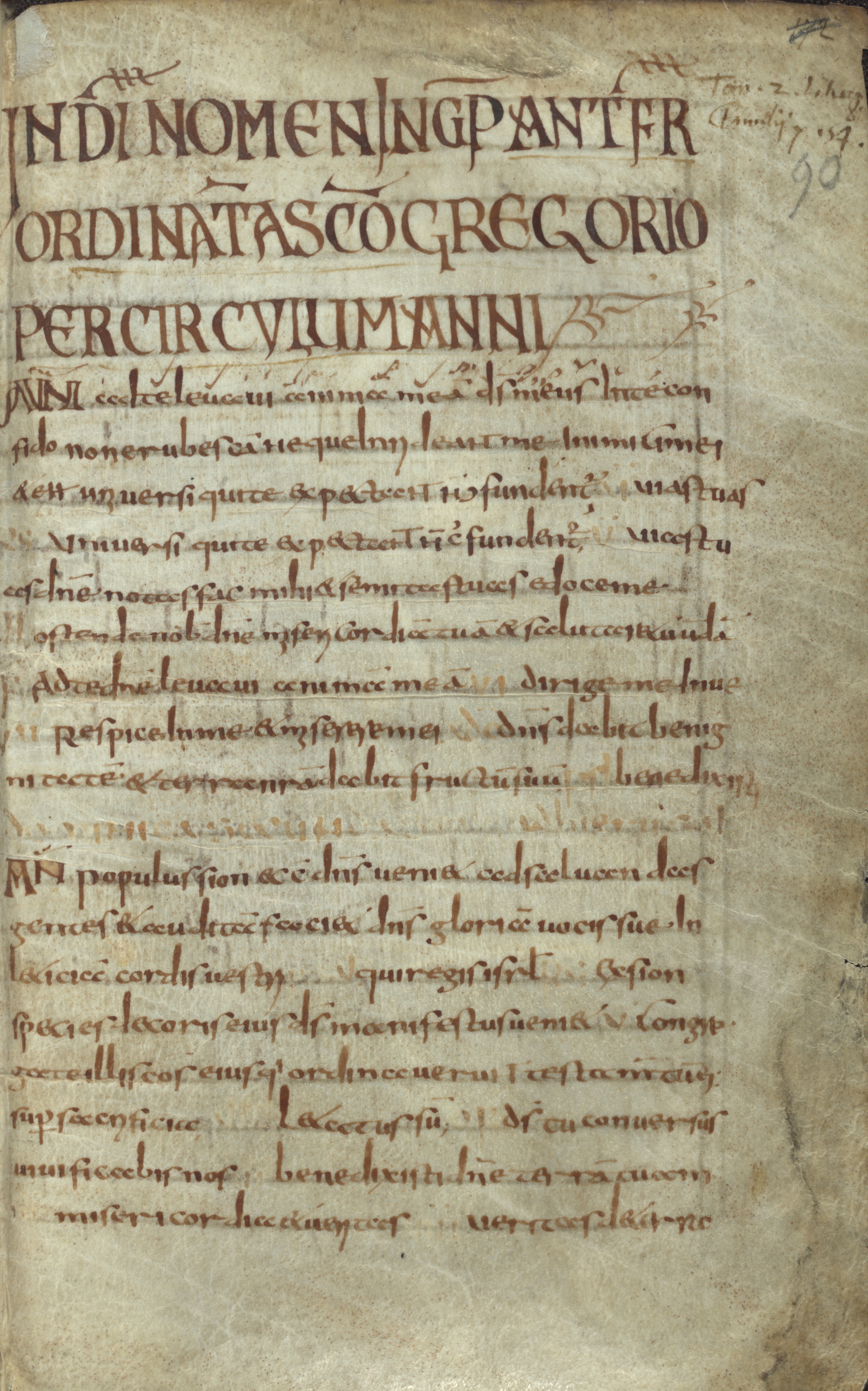
Seite aus dem Codex Blandiniensis

In der Schreibstube des Klosters sind im Laufe des Mittelalters verschiedene Handschriften und Urkunden entstanden, wie:
- die Annales S. Petri Blandiniensis, die Informationen über die Zeit von 570 bis 1292, insbesondere hinsichtlich der Geschichte Flanderns sowie der flandrischen Grafen im Mittelalter liefern. (Siehe: Quellen)
- der Codex Blandiniensis, eine der ältesten Handschriften mit den Texten der Messgesänge, entstanden im 8. bis 9. Jh., heute in der Königlichen Bibliothek zu Brüssel befindlich.
- der Liber traditionum sancti Petri Blandiniensis (Het boek der schenkingen aan de St.-Pietersabdij/ Oorkondenboek der stad Gent), Urkunden- und Dokumentsammlung des Klosters St. Peter.[6][7]
- die Vita Sancti Amandi, ein Text über das Leben des Klostergründers aus dem 8. Jahrhundert, die einem Baudemundus als Verfasser zugeschrieben wird. Es dürfte sich dabei wohl um den zweiten Abt der St. Petersabtei handeln. Eine der überlieferten Handschriften dieses Textes wird heute in der Bibliothek der Universität Gent aufbewahrt.

## Herausgaben
- Annales S. Petri Blandinienses. In: MGH Scriptores 5: Annales, chronica et historiae aevi Carolini et Saxonici. VII. Annales Blandinienses a. 1 – 1292, ed. Ludw. Bethmann, S. 20–34 (lateinisch).
- Fundatio Blandiniensis coenobii [a. 941, Gent]. In: M. Gysseling, A. C. F. Koch: Het „fragment“ van het tiende-eeuwse Liber traditionum van de Sint-Pietersabdij te Gent. In: Bulletin de la Commission royale d’Histoire. Band 113. Paleis der Academiën, Gent 1948, S. 253–312 (Hier S. 272–299, persee.fr) (= Diplomatica Belgica. Nr. 49, S. 123–138).
- Liber traditionum Sancti Petri Blandiniensis. Hrsg. v. A. Fayen. Gent 1906. (lateinischer Text der Urkunden)
- B. Krusch: Vita sancti amandi. In: Monumenta Germaniae Historica Scriptores (rerum merov.) Teil V, Hannover (lateinisch).

## Sonstiges
Dunstan, Erzbischof von Canterbury verbrachte sein Exil im Kloster St. Peter in Gent, bevor er 957 nach England zurückkehrte. Die Briefe des Wido Blandiniensis und eine Uita Dunstani Cantuarensis, von Adalardus Blandiniensis verfasst, sind erhalten.

## Bilder

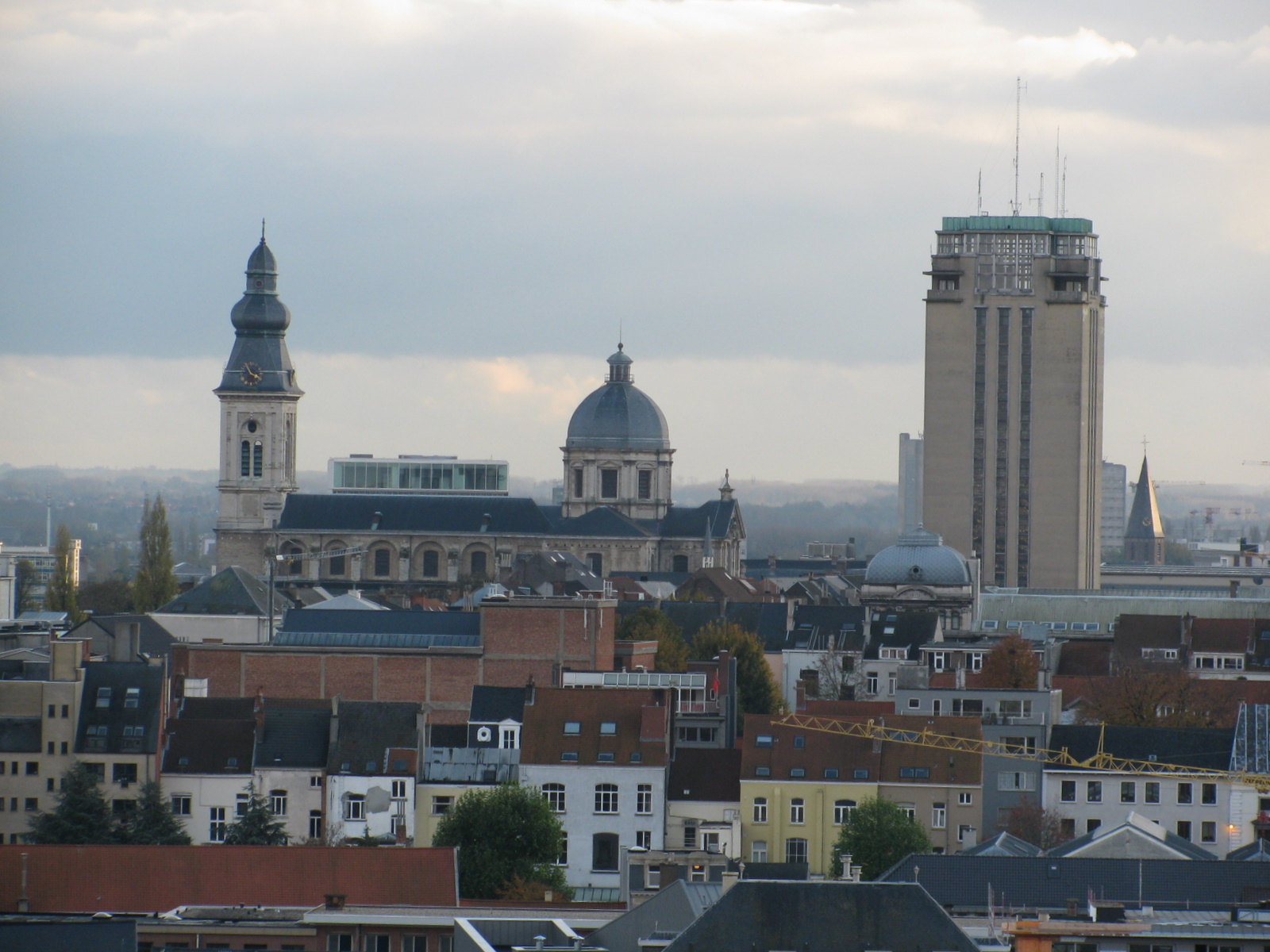
Blick vom Glockenturm (Belfried) auf Kuppel und Turm der Abteikirche
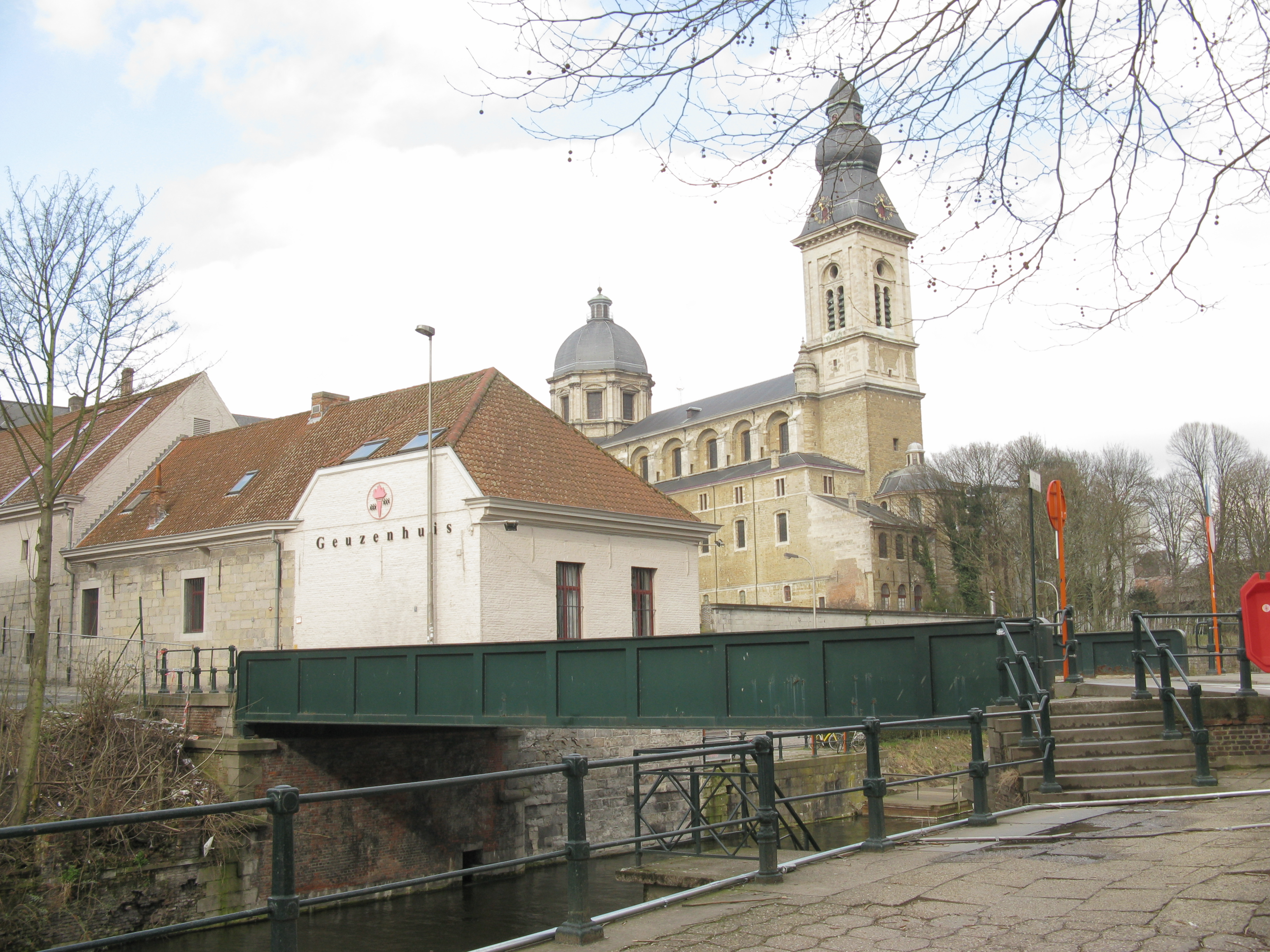
Links von der Scheldebrücke das Geuzenhuis, im Hintergrund die Abteikirche
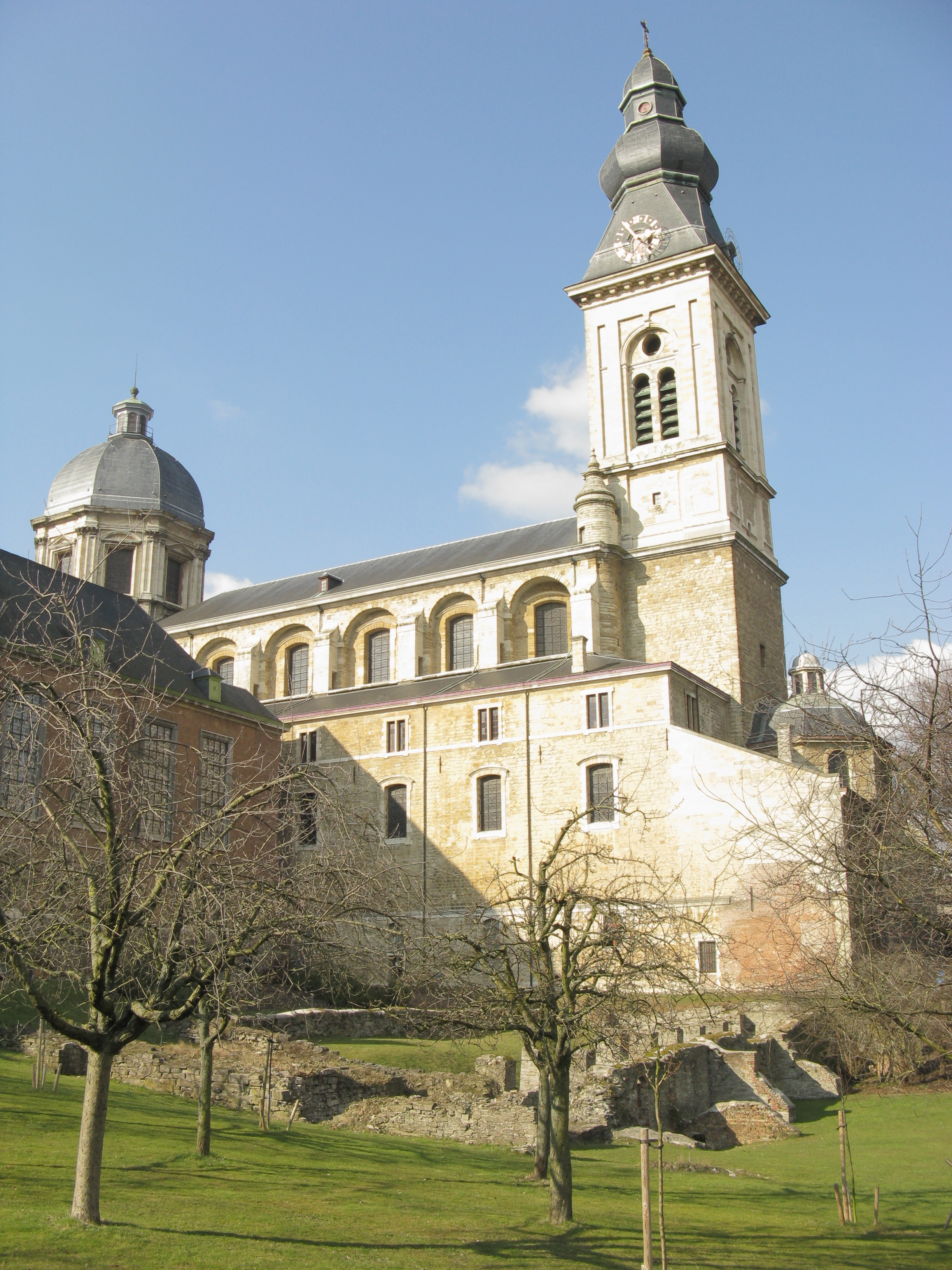
Blick auf den Abteigarten am Blandinberg mit Mauerresten.